# Episodi di The Lying Game (prima stagione)
La prima stagione della serie televisiva The Lying Game è stata trasmessa dal 15 agosto 2011 al 5 marzo 2012 sul canale statunitense ABC Family.
In Italia la prima stagione è stata trasmessa in prima visione assoluta dal 12 gennaio 2013 al 12 agosto 2014 su Rai 2. 
Inizialmente sospesa dopo appena sei episodi trasmessi a causa dei bassi ascolti ottenuti, la serie tornò in onda dal primo episodio di primo mattino a partire dal 15 luglio 2014, trasmettendo poi, dal 24 luglio al 12 agosto, gli episodi inediti rimasti. 
| nº | Titolo originale                   | Titolo italiano                     | Prima TV USA      | Prima TV Italia |
| -- | ---------------------------------- | ----------------------------------- | ----------------- | --------------- |
| 1  | Pilot                              | Una nuova vita                      | 15 agosto 2011    | 12 gennaio 2013 |
| 2  | Being Sutton                       | Nei panni di Sutton                 | 22 agosto 2011    | 12 gennaio 2013 |
| 3  | Double Dibs                        | Importanti scoperte                 | 29 agosto 2011    | 19 gennaio 2013 |
| 4  | Twinsense and Sensibility          | Doppia ragione e sentimento         | 5 settembre 2011  | 19 gennaio 2013 |
| 5  | Over Exposed                       | Allo scoperto                       | 12 settembre 2011 | 26 gennaio 2013 |
| 6  | Bad Boys Break Hearts              | I cattivi ragazzi spezzano il cuore | 19 settembre 2011 | 26 gennaio 2013 |
| 7  | Escape from Sutton Island          | Fuga da Sutton Island               | 26 settembre 2011 | 24 luglio 2014  |
| 8  | Never Have I Ever                  | La foto mancante                    | 3 ottobre 2011    | 25 luglio 2014  |
| 9  | Sex, Lies and Hard Knocks High     | Sesso, bugie e colpi bassi          | 10 ottobre 2011   | 28 luglio 2014  |
| 10 | East of Emma                       | Il confronto                        | 17 ottobre 2011   | 29 luglio 2014  |
| 11 | O Twin, Where Art Thou?            | Gemella, dove sei?                  | 2 gennaio 2012    | 30 luglio 2014  |
| 12 | When We Dead Awaken                | Quando tutto sembra perduto         | 9 gennaio 2012    | 31 luglio 2014  |
| 13 | Pleased to Meet Me                 | Piacere di conoscermi               | 16 gennaio 2012   | 1º agosto 2014  |
| 14 | Black and White and Green All Over | Il passato è in agguato             | 23 gennaio 2012   | 4 agosto 2014   |
| 15 | Dead Man Talking                   | Morto che parla                     | 30 gennaio 2012   | 5 agosto 2014   |
| 16 | Reservation for Two                | Ricercato per omicidio              | 6 febbraio 2012   | 6 agosto 2014   |
| 17 | No Country for Young Love          | Lontano dal cuore                   | 13 febbraio 2012  | 7 agosto 2014   |
| 18 | Not Guilty as Charged              | False confessioni                   | 20 febbraio 2012  | 8 agosto 2014   |
| 19 | Weekend of Living Dangerously      | In viaggio col gruppo               | 27 febbraio 2012  | 11 agosto 2014  |
| 20 | Unholy Matrimony                   | Matrimonio di convenienza           | 5 marzo 2012      | 12 agosto 2014  |